# 9645 Grünewald
9645 Grünewald là một tiểu hành tinh vành đai chính với chu kỳ quỹ đạo là 1671.5716460 ngày (4.58 năm).
Nó được phát hiện ngày 5 tháng 1 năm 1995.